# Lysapsus laevis
Lysapsus laevis es una especie de anfibio anuro de la familia Hylidae.

## Distribución geográfica
Esta especie habita en el suroeste de Guyana y el norte de Brasil.

## Publicación original
- Parker, 1935 : The frogs, lizards and snakes of British Guiana. Proceedings of the Zoological Society of London, vol. 1935, p. 505-530.[5]